# Kruškovac
 Ovo je glavno značenje pojma Kruškovac. Za druga značenja pogledajte Kruškovac (razdvojba).
Kruškovac je slatki stolni liker. Spravlja se po staroj recepturi od destilata i prirodne arome plemenitih vrsta krušaka. Sklad mirisa i okusa zaokružen je ugodnom žarko žutom bojom. Piće je manjeg postotka alkohola od većine likera zbog voćnog sastava.

## Varijacije
- Svatovski kruškovac